# Grammia circa
Grammia circa là một loài bướm đêm thuộc phân họ Arctiinae, họ Erebidae.